# Mike Mignola
Michael Joseph "Mike" Mignola; (nascut el 16 de setembre de 1960) és un escriptor i artista de còmic i novel·la gràfica estatunidenc. És especialment conegut per ser el creador de la sèrie de còmics Hellboy per a Dark Horse Comics. Ha treballat en diversos projectes d'animació com Atlantis: The Lost Empire i l'adaptació del seu còmic The Amazing Screw-On Head.

## Carrera

### Marvel i DC
Mignola va començar la seva carrera el 1980 com a il·lustrador a The Comic Reader. La seva primera obra publicada va ser al The Comic Reader #183, una il·lustració de Red Sonja (pàg. 9). La seva primera portada va ser a The Comic Reader #196 el novembre de 1981. El 1982 es va graduar del California College of the Arts amb un BFA (Bachelor of Fine Arts) en il·lustració.
El 1983 va treballar a Marvel com a entintador a Daredevil i Power Man and Iron Fist. Més endavant va treballar en títols com The Incredible Hulk, Alpha Flight i la sèrie limitada de Rocket Raccoon.
El 1987 va començar a treballar també per a DC Comics. Va dibuixar les sèries limitades de Phantom Stranger i World of Krypton. Amb l'autor Jim Starlin, Mignola va produir la minisèrie Cosmic Odyssey el 1988. Mignola va dibuixar portades per a diverses històries de Batman, com Batman: A Death in the Family" i Dark Knight, Dark City. L'autor Brian Augustyn i Mignola van idear el one-shot Gotham by Gaslight el 1989. A principis dels anys noranta Mignola va fer portades i diverses feines per a DC i Marvel. Va col·laborar un parell de cops amb Howard Chaykin. El 1990-1991, Mignola i Chaykin van produir junts la sèrie limitada Fafhrd and the Gray Mouser per a Epic Comics, amb l'entintador Al Williamson. El 1992 van publicar la novel·la gràfica Ironwolf: Fires of the Revolution.

### Hellboyi els seusspin-offs

#### Hellboy
Abans del 1994, Mignola havia il·lustrat per a obra i servei. Aquell any, Dark Horse Comics va publicar Hellboy: Seed of Destruction, un projecte personal de Mignola. Tot i que la història era seva, el guió el va escriure John Byrne. La següent història de Hellboy, The Wolves of Saint August, va ser escrita i dibuixada per Mike Mignola en solitari. Des d'aleshores, totes les històries de Hellboy vans er escrites solament per Mignola, amb l'exepció de They That Go Down to the Sea in Ships, coescrita per Joshua Dysart.
Makoma (2006) va ser la primera història de Hellboy amb un dibuixant que no fos Mignola (va ser dibuixat per Richard Corben). Corben va retornar per a il·lustrar diversos flashbacks per la sèrie. Altres artistes van participar també en flashbacks, com Jason Shawn Alexander, Kevin Nowlan i Scott Hampton. El 2007, després de The Island (2005), l'artista britànic Duncan Fegredo va seguir dibuixant la resta de l'arc narratiu des de Darkness Calls en endavant.
El 2012 Mike Mignola va tornar a ser l'artista principal de Hellboy per a la seva nova sèrie, Hellboy in Hell. La sèrie es va donar per finalitzada amb For Whom the Bell Tolls l'1 de juny de 2016.

#### Abe Sapien
El 1998 es va publicar el primer spin-off de Hellboy, Abe Sapien. No estava escrit per Mignola, però incloïa la seva història curta Heads. Abe Sapien no va començar a publicar-se com a sèrie fins al 2008 amb The Drowning. Des d'aleshores se n'han publicat diverses històries i el 2013 es va convertir en una sèrie periòdica escrita conjuntament entre Scott Allie i Mignola.

#### Lobster Johnson
Lobster Johnson va ser el següent spin-off, debutant el 1999 a Box Full of Evil. El seu propi àlbum no va publicar-se fins al 2007: Lobster Johnson: The Iron Prometheus. Va retornar el 2012 amb la minisèrie The Burning Hand, seguida de diverses històries curtes.

#### B.P.R.D.
B.P.R.D. va ser el tercer spin-off, però el primer en ser concebut. Va començar el 2002 amb B.P.R.D.: Hollow Earth and Other Stories.

#### B.P.R.D. Hell on Earth
B.P.R.D. Hell on Earth és la sèrie principal on es segueixen els esdeveniments de la sèrie prèvia, B.P.R.D..

#### Sir Edward Grey, Witchfinder
Sir Edward Grey, Witchfinder va començar com una història curta el 2008 amb MySpace Dark Horse Presents #16, seguida d'una minisèrie el 2009. La sèrie relata les aventures de Sir Edward, un investigador d'allò ocult a sou de la Reina Victoria.

#### Sledgehammer 44
Sledgehammer 44 és l'addició més recent a l'Univers Hellboy, basada en l'anomenat Vril Energy Suit, ja presentat a Lobster Johnson: The Iron Prometheus durant la 2a Guerra Mundial.

### Baltimore
Baltimore és una sèrie que va començar amb la novel·la il·lustrada Baltimore, or The Steadfast Tin Soldier and the Vampire, i va seguir com a sèrie de còmics. Va ser creada per Mignola i Christopher Golden.

## Estil
Alan Moore va descriure l'estil de Mignola's style com una barreja d'"expressionisme alemany i Jack Kirby". El seu estil també ha estat comparat a una amalgama de Jack Kirby i Alex Toth.

## Cinema i televisió
Mignola va treballar com a il·lustrador per a la pel·lícula Dràcula de Bram Stoker (1992) de Francis Ford Coppola. També va ser el dissenyador de producció de la pel·lícula de Disney, Atlantis: The Lost Empire el 2001, i va ser un artista conceptual per a Blade II (2002), i Brave (2012) de Pixar.
Mignola va ser contractat per Bruce Timm per a proporcionar dissenys per als personatges de Batman: The Animated Series el 1991. Es va utilitzar el seu redisseny de Mr Freeze per a la sèrie.
Guillermo del Toro va dirigir la pel·lícula Hellboy el 2004. Mignola va estar involucrat amb la producció de la pel·lícula, de la qüal se n'estrenà una seqüela 2008.
Un episodi pilot basat en The Amazing Screw-On Head de Mignola va debutar el 2006 al canal Syfy, amb les veus de Paul Giamatti i David Hyde Pierce.

## Premis
- 1995:
  - Premi Eisner al "Millor autor/artista", per Hellboy: Seed of Destruction.
  - Premi Eisner a la "Millor reimpressió d'un àlbum gràfic", per Hellboy: Seed of Destruction.
  -  Premi Harvey al "Millor artista".[15]
  - Premi Don Thompson al "Millor entintador".
- 1996:
  - Premi Harvey al "Millor artista".[16]
  - Premi Harvey al "Millor àlbum gràfic de material ja editat" per Hellboy: The Wolves of Saint August.
- 1997:
  - Premi Eisner al "Millor autor/artista" per Hellboy: Wake the Devil.
- 1998:
  - Premi Eisner al "Millor autor/artista" per Hellboy: Almost Colossus, Hellboy Christmas Special i Hellboy Jr. Halloween Special.
- 2000:
  - Premi Harvey al "Millor artista" Harvey Award, per Hellboy: Box Full of Evil.
- 2002:
  - Premi Eisner a la "Millor sèrie acabada/limitada" per Hellboy: Conqueror Worm.
- 2003:.
  - Premi Eisner a la "Millor publicació d'humor" per The Amazing Screw-On Head.
  - Premi Eisner a la "Millor història curta" per The Magician and the Snake.
- 2004:
  - Premi Eagle a l'"Artista/autor de còmics preferit".
  - Premi Eisner al "Millor llibre relacionat amb còmics" per The Art of Hellboy.
  - Guanyador del Premi Inkpot 2004.
- 2006:
  - Premi Eagle a l'"Artista/autor de còmics preferit".
- 2007:
  - Premi Eagle al "Rotlle d'honor".
  - Premi Eagle al "Còmic en color preferit" per Hellboy: Darkness Calls.
- 2008
  - Premi Harvey al "Millor artista de portades".[17]
  - Premi Eagle al "Còmic en color preferit".
  - Premi Eagle al "Rotlle d'honor".
  - Premi Rondo Hatton Classic Horror al "Millor comic d'horror" per Hellboy: In the Chapel of Moloch.[18]
- 2009
  - Premi Eisner a la "Millor sèrie acabada/limitada" per Hellboy: The Crooked Man.
  - Premi Eisner al "Millor reimpressió d'un àlbum gràfic" per Hellboy Library Edition, vols. 1 and 2.
  - Premi Eisner al "Millor disseny de publicació" per Hellboy Library Edition, vols. 1 and 2.
  - Premi Inkwell "Tot en un".
- 2010
  - Premi Harvey al "Millor artista de portades" per Hellboy: Bride of Hell.[19]
- 2011
  - Premi Eagle al "Artista/autor preferit".
  - Premi Eagle al "Millor entintador".
  - Premi Eisner al "Millor one-shot per Hellboy: Double Feature of Evil.

### Còmics
- Rocket Raccoon (dibuix, guió de Bill Mantlo, entintat per Al Gordon, Marvel Comics, 1985)
- Amazing High Adventure #3 - "Monkey See, Monkey Die" (guió de Steve Englehart, Marvel Comics, octubre de 1986)
- The Chronicles of Corum #1–6, 9, 11-12 (dibuix, amb Mike Baron i Mark Shainblum, First Comics, 1987)
- Phantom Stranger (dibuix, guió de Paul Kupperberg, entintat per P. Craig Russell, DC Comics, 1987-1988)
- World of Krypton (dibuix, guió de John Byrne, entintat per Rick Bryant, DC Comics, 1987-1988)
- Cosmic Odyssey (dibuix, amb l'autor Jim Starlin i l'entintat de Carlos Garzon, 1988, DC Comics, ISBN 1-84023-715-5, DC Comics ISBN 1-56389-051-8)[20]
- Doctor Strange/Doctor Doom: Triumph and Torment (escrit per Roger Stern, 1989, Marvel Comics)
- Batman:
  - Batman: Gotham by Gaslight (llapis, amb l'autor Brian Augustyn, entintat per P. Craig Russell, DC Comics Elseworlds, ISBN 1-85286-265-3, DC, ISBN 0-930289-67-6)
  - Batman: Legends of the Dark Knight #54: "Sanctum" (llapis i història, amb l'autor Dan Raspler, amb el lletrista Willie Schubert, amb colors de Mark Chiarello, DC, 1993)
  - Batman: The Doom That Came to Gotham (autor, DC Comics Elseworlds, 2000)
- Wolverine: The Jungle Adventure (dibuix, amb l'autor Walt Simonson i entintat per Bob Wiacek, Marvel Comics, 1990)
- Fafhrd and the Gray Mouser (dibuix, amb l'autor Howard Chaykin i entintat per Al Williamson, Epic Comics, 1990-1991)[9]
- Ted McKeever's Metropol #9-11 (dibuix, amb Ted McKeever "The Resurrection of Eddy Current", Epic Comics, 1991)
- Bram Stoker's Dracula: adaptació oficial de la pel·lícula (dibuix, amb l'autor Roy Thomas i entintat per John Nyberg, Topps Comics 1992)
- Ironwolf: Fires of the Revolution (dibuix, amb els autors Howard Chaykin i John Francis Moore, 1992, Titan Books, ISBN 1-56389-065-8, DC Comics, ISBN 1-56389-065-8)[9][21]
- Ray Bradbury Comics #4, Topps Comics, 1993)
- Hellboy (Dark Horse):
  - Hellboy: Seed of Destruction-Seed of Destruction (amb John Byrne, 1994)
  - Hellboy: The Chained Coffin and Others-The Wolves of Saint August (1994)
  - Hellboy: The Chained Coffin and Others-The Corpse (1995)
  - Hellboy: The Chained Coffin and Others-The Chained Coffin (1995)
  - Hellboy: The Chained Coffin and Others-The Iron Shoes (1996)
  - Hellboy: Wake the Devil-Wake the Devil (1996)
  - Hellboy: The Chained Coffin and Others-Almost Colossus (1997)
  - Hellboy: The Chained Coffin and Others-A Christmas Underground (1997)
  - Hellboy: The Right Hand of Doom-Heads (1998)
  - Hellboy: The Chained Coffin and Others-The Baba Yaga (1998)
  - Hellboy: The Right Hand of Doom-The Right Hand of Doom (1998)
  - Hellboy: The Right Hand of Doom-The Vârcolac (1999)
  - Hellboy: The Right Hand of Doom-Goodbye Mr. Tod (1999)
  - Hellboy: The Right Hand of Doom-Pancakes (1999)
  - Hellboy: The Right Hand of Doom-Box Full of Evil (1999)
  - Hellboy: The Right Hand of Doom-The Nature of the Beast (2000)
  - Hellboy: The Right Hand of Doom-King Vold (2000)
  - Hellboy: Conqueror Worm-Conqueror Worm (2001)
  - Hellboy: Strange Places-The Third Wish (2002)
  - Hellboy: The Troll Witch and Others-Dr. Carp's Experiment (2003)
  - Hellboy: The Troll Witch and Others-The Penanggalan (2004)
  - Hellboy: The Troll Witch and Others-The Troll-Witch (2004)
  - Hellboy: The Troll Witch and Others-The Ghoul (2005)
  - Hellboy: Strange Places-The Island (2005)
  - Hellboy: The Troll Witch and Others-Makoma (amb Richard Corben, 2006)
  - Hellboy: The Troll Witch and Others-The Hydra and the Lion (2006)
  - Hellboy: The Crooked Man and Others-They That Go Down to the Sea in Ships (amb Joshua Dysart i Jason Shawn Alexander, 2007)
  - Hellboy: Darkness Calls-Darkness Calls (amb Duncan Fegredo, 2007)
  - Hellboy: The Troll Witch and Others-The Vampire of Prague (amb P. Craig Russell, 2007)
  - Hellboy: The Crooked Man and Others-The Mole (amb Duncan Fegredo, 2008)
  - Hellboy: The Crooked Man and Others-The Crooked Man (amb Richard Corben, 2008)
  - Hellboy: The Crooked Man and Others-In the Chapel of Moloch (2008)
  - Hellboy: The Wild Hunt-The Wild Hunt (amb Duncan Fegredo, 2008)
  - The Bride of Hell (amb Richard Corben, 2009)
  - Hellboy in Mexico (amb Richard Corben, 2010)
  - Hellboy: The Storm and the Fury-The Storm (amb Duncan Fegredo, 2010)
  - The Whittier Legacy (2010)
  - Double Feature of Evil (amb Richard Corben, 2010)
  - The Sleeping and the Dead (amb Scott Hampton, 2010)
  - Buster Oakley Gets His Wish (amb Kevin Nowlan, 2011)
  - Being Human (amb Richard Corben, 2011)
  - Hellboy: The Storm and the Fury-The Fury (amb Duncan Fegredo, 2011)
  - House of the Living Dead (amb Richard Corben, 2011)
  - Hellboy versus the Aztec Mummy (2011)
  - Hellboy in Hell (2012–2016)
- ZombieWorld: Champion of the Worms (autor, amb dibuix de Pat McEown, 1997, Dark Horse, TPB, 80 pages, 1998, ISBN 1-56971-334-0, 2005, ISBN 1-59307-407-7)[22]
- Jenny Finn: Doom Messiah (guió, amb dibuix de Troy Nixey i Farel Dalrymple, Oni Press, 1999, 128 pages, Boom! Studios, juny de 2008, ISBN 1-934506-14-1)[23]
- Bureau for Paranormal Research and Defense (B.P.R.D.) (Dark Horse):
  - B.P.R.D.: Hollow Earth and Other Stories|Hollow Earth (amb Christopher Golden, Tom Sniegoski, Ryan Sook i Curtis Arnold, 2002)
  - B.P.R.D.: The Soul of Venice and Other Stories|The Soul of Venice (amb Miles Gunther i Michael Avon Oeming, 2003)
  - B.P.R.D.: The Dead|Born Again (amb John Arcudi and Guy Davis, 2004)
  - B.P.R.D.: Plague of Frogs|Plague of Frogs (amb Guy Davis, 2004)
  - B.P.R.D.: The Soul of Venice and Other Stories|Another Day at the Office (amb Cameron Stewart, 2004)
  - B.P.R.D.: The Dead|The Dead (amb John Arcudi and Guy Davis, 2004)
  - B.P.R.D.: The Black Flame|The Black Flame (amb John Arcudi and Guy Davis, 2005)
  - The Universal Machine (amb John Arcudi and Guy Davis, 2006)
  - B.P.R.D.: Garden of Souls|Garden of Souls (amb John Arcudi and Guy Davis, 2007)
  - Killing Ground (amb John Arcudi and Guy Davis, 2007)
  - 1946 (amb Joshua Dysart and Paul Azaceta, 2008)
  - Revival (amb John Arcudi and Guy Davis, 2008)
  - Bishop Olek’s Devil (amb Joshua Dysart and Paul Azaceta, 2008)
  - Out of Reach (amb John Arcudi and Guy Davis, 2008)
  - War on Frogs #1 (amb John Arcudi, Herb Trimpe and Guy Davis, 2008)
  - The Ectoplasmic Man (amb John Arcudi and Ben Stenbeck, 2008)
  - The Warning (amb John Arcudi and Guy Davis, 2008)
  - War on Frogs #2 (amb John Arcudi and John Severin, 2008)
  - The Black Goddess (amb John Arcudi and Guy Davis, 2009)
  - And What Shall I Find There? (amb Joshua Dysart and Patric Reynolds, 2009)
  - War on Frogs #3 (amb John Arcudi and Karl Moline, 2009)
  - 1947 (amb Joshua Dysart, Gabriel Bá and Fábio Moon, 2009)
  - War on Frogs #4 (amb John Arcudi and Peter Snejbjerg, 2009)
  - King of Fear (amb John Arcudi and Guy Davis, 2010)
  - The Dead Remembered (amb Scott Allie, Karl Moline and Andy Owens, 2011)
  - Casualties (amb John Arcudi and Guy Davis, 2011)
  - 1948 (amb John Arcudi and Max Fiumara, 2012)
  - Vampire (amb Gabriel Bá and Fábio Moon, 2013)
- Bureau for Paranormal Research and Defense|B.P.R.D. Hell on Earth (Dark Horse):
  - New World (amb John Arcudi and Guy Davis (comics)|Guy Davis, 2010)
  - Gods (amb John Arcudi and Guy Davis, 2011)
  - Seattle (amb John Arcudi and Guy Davis, 2011)
  - Monsters (amb John Arcudi and Tyler Crook, 2011)
  - Russia (amb John Arcudi and Tyler Crook, 2011)
  - An Unmarked Grave (amb John Arcudi and Duncan Fegredo, 2012)
  - The Long Death (amb John Arcudi and James Harren, 2012)
  - The Pickens County Horror (amb Scott Allie and Jason Latour, 2012)
  - The Devil's Engine (amb John Arcudi and Tyler Crook, 2012)
  - The Transformation of J.H. O'Donnell (amb Scott Allie and Max Fiumara, 2012)
  - Exorcism (amb Cameron Stewart, 2012)
  - The Return of the Master (amb John Arcudi and Tyler Crook, 2012)
  - The Abyss of Time (amb Scott Allie and James Harren, 2013)
  - A Cold Day in Hell (amb John Arcudi and Peter Snejbjerg, 2013)
  - Wasteland (amb John Arcudi and Laurence Campbell, 2013)
  - Lake of Fire (amb John Arcudi and Tyler Crook, 2013)
- The Amazing Screw-on Head and Other Curious Objects (Dark Horse, 2010)[24]
  - The Amazing Screw-On Head, 2002)[25]
  - The Magician and the Snake (amb Katie Mignola, 2002)[26]
  - Abu Gung and the Beanstalk
  - The Witch and Her Soul
  - The Prisoner of Mars
  - In the Chapel of Curious Objects
- Lobster Johnson (Dark Horse):
  - The Iron Prometheus (amb Jason Armstrong, 2007)
  - The Burning Hand (amb John Arcudi and Tonči Zonjić, 2012)
  - Tony Masso’s Finest Hour (amb John Arcudi and Joe Querio, 2012)
  - The Prayer of Neferu(amb John Arcudi and Wilfredo Torres, 2012)
  - Caput Mortuum (amb John Arcudi and Tonči Zonjić, 2012)
  - Satan Smells a Rat (amb John Arcudi and Kevin Nowlan, 2013)
  - A Scent of a Lotus (amb John Arcudi and Sebastian Fiumara, 2013)
- Abe Sapien (Dark Horse):
  - The Drowning (amb Jason Shawn Alexander, 2008)
  - The Haunted Boy (amb John Arcudi and Patric Reynolds, 2009)
  - The Abyssal Plain (amb John Arcudi and Peter Snejbjerg, 2010)
  - The Devil Does Not Jest (amb John Arcudi and James Harren, 2011)
  - Dark and Terrible (amb Scott Allie and Sebastian Fiumara, 2013)
- Sir Edward Grey, Witchfinder (Dark Horse):
  - Murderous Intent (amb Ben Stenbeck, 2008)
  - In the Service of Angels (amb Ben Stenbeck, 2009)[27]
  - Lost and Gone Forever (amb John Arcudi i John Severin, 2011)[28]
- Baltimore (Dark Horse):
  - The Plague Ships (amb Christopher Golden i Ben Stenbeck, 2010)
  - A Passing Stranger (amb Christopher Golden i Ben Stenbeck pel Free Comic Book Day, 2011)
  - The Curse Bells (amb Christopher Golden i Ben Stenbeck, 2011)
  - Dr. Leskovar's Remedy (amb Christopher Golden i Ben Stenbeck, 2012)
  - The Play (amb Christopher Golden i Ben Stenbeck, 2012)
  - The Widow and the Tank (amb Christopher Golden i Ben Stenbeck, 2013)
  - The Inquisitor (amb Christopher Golden i Ben Stenbeck, 2013)
  - The Infernal Train (amb Christopher Golden i Ben Stenbeck, 2013)
- Sledgehammer 44 (Dark Horse):
  - Sledgehammer 44 (amb John Arcudi i Jason Latour, 2013)
  - The Lightning War (amb John Arcudi i Laurence Campbell, 2013)

### Novel·les
- Baltimore, or The Steadfast Tin Soldier and the Vampire, amb Christopher Golden, 2007, (ISBN 0553804715)
- Joe Golem and the Drowning City: An Illustrated Novel, amb Christopher Golden, 2012, (ISBN 0312644736)
- Father Gaetano's Puppet Catechism, amb Christopher Golden, 2012, (ISBN 0312644744)

### Portades
- Action Comics Núm. 614 (DC)
- Action Comics Annual Núm. 6 (DC)
- Superman|Adventures Of Superman Annual Núm. 6 (DC)
- Aliens versus Predator Núm. 0 (Dark Horse)
- Alpha Flight Núms. 29–34, 36, 39 (Marvel)
- The American: Lost In America Núm. 3 (Dark Horse)
- Aquaman vol. 3 Núm. 6 (DC)
- Batgirl Special Núm. 1 (DC)
- Batman|Batman Annual Núm. 18 (DC)
- Batman/Judge Dredd: Vendetta In Gotham Núm. 1 (DC)
- Conan Núms. 29–31 (Dark Horse)
- Conan the Barbarian Núms. 236–237 (Marvel)
- Daredevil Annual 1991 (Marvel)
- Dark Horse Presents Núms. 88–91, 107, 142, 151 (Dark Horse)
- Dark Horse Comics Núm. 2 (Dark Horse)
- Deadman Núms. 3–5 (DC)
- Death Jr. (Image)
- Detective Comics Núms. 583 (February 1988)(DC)
- Atlantis: The Lost Empire (Dark Horse)
- Doctor Tomorrow Núm. 1 (Valiant)
- Dylan Dog Núms. 1-6 + número especial "Zed" (Dark Horse)
- Fallen Angels Núm. 6 (Marvel)
- Frankenstein Dracula War Núm. 1–3 (Topps)
- Hulk|The Incredible Hulk Núms. 302, 304–309 (portades), 311–313 (portades i interiors) (Marvel)
- Justice League Quarterly Núm. 14 (DC)
- Kickers, Inc. Núms. 9, 12 (Marvel)
- Lobo: Unamerican Gladiators Núms. 1–4 (DC)
- Marvel Comics Presents Núm. 20 (Marvel)
- New Mutants Núm. 54, Annual Núm. 7 (Marvel)
- Power Pack Núm. 20 (Marvel)
- Quasar Núm. 15 (Marvel)
- Rocket Raccoon Núm. 1–4 (Marvel)
- Showcase '94 Núm. 3 (DC)
- Silver Surfer Vol. 3 Núm. 14 (Marvel)
- Solar Man Of The Atom Núm. 24 (Valiant)
- Solomon Kane: Castle of the Devil
- Spectre Núm. 7–9 (DC)
- Starman Núm. 42–45 (DC)
- Strange Tales Vol. 2 Núm. 19 (Marvel)
- Strikeforce: Morituri Núm. 21 (Marvel)
- Superman Annual Núm. 6 (DC)
- Superman: The Man of Steel Annual Núm. 3 (DC)
- X-Factor Núms. 55, 70 (Marvel)
- X-Men|X-Men Classic Núm. 57–70 (Marvel)
- Zorro Núm. 6 (Topps)

### Portades de pel·lícules
- Cronos